# Similarweb
Similarweb — компания, предоставляющая услуги веб-аналитики. Платформа анализирует и предоставляет информацию о рейтинге веб-сайтов.

## История
Компания была основана в 2007 году Ором Оффером в Тель-Авиве, Израиль. К 2009 году Similarweb выиграла первый в Израиле грант фонда SeedCamp, чем привлекла внимание международных СМИ и инвесторов. Компания получила финансирование в размере 1,1 миллиона долл. США в рамках первого раунда инвестиций, проводимого Йосси Варди и Docor International Management. Позднее в том же году было запущено расширение для браузера SimilarSites, которое помогает пользователям находить сайты, похожие на те, которые они посещают.
В июне 2013 SimilarWeb выпустила SimilarWeb PRO — усовершенствованный вариант бесплатного сервиса общего назначения SimilarWeb. Кроме того, SimilarWeb предоставляет свои данные в форме API.
24 сентября 2013 года компания закрыла второй раунд инвестиций под руководством Дэвида Альянса и Моше Лихтмана при участии существующего инвестора Docor International Management.
24 февраля 2014 года в рамках третьего раунда финансирования южноафриканский медиагигант Naspers инвестировал в Similarweb 18 миллионов долларов. Менее чем через месяц Similarweb использовала часть полученных средств для приобретения молодой израильской компании TapDog, которая на тот момент существовала менее года, за несколько миллионов долларов в акциях и наличными средствами.
В ноябре 2014 года Similarweb привлекла 15 миллионов долл. США в рамках четвёртого раунда инвестиций.
В июле 2015 года Similarweb приобрела платформу обнаружения персонализированного контента Swayy.
10 декабря 2015 года Similarweb объявила о приобретении Quettra, стартапа в области мобильной аналитики из Кремниевой долины, для повышения эффективности своих мобильных операций.
В июле 2017 года компания объявила о раунде финансирования в размере 47 миллионов долл. США, проводимого Viola Group и Saban Ventures при участии CE Ventures и существующих инвесторов.
В мае 2021 года Similarweb дебютировала на Нью-Йоркской фондовой бирже с оценкой в 1,6 миллиарда долл. США.
В октябре 2021 года сайт Similarweb получил награду в номинации «Лучший поставщик альтернативных данных» на церемонии Hedgeweek Americas Awards 2021 года за аналитический пакет для инвесторов.
В ноябре 2021 года для расширения своих наборов мобильных пользовательских данных Similarweb приобрела компанию Embee.
16 февраля Smiliarweb сообщила о прибыли за четвёртый квартал 2021 года: выручка составила 40,2 миллиона долл. США со средней нормой рентабельности в размере 165 миллионов долл. США.
В марте 2024 года компания Likeweb приобрела Admetrics, чтобы расширить свое предложение рекламной аналитики.

## Рейтинг Similarweb
Similarweb составляет рейтинг сайтов и приложений на основе показателей трафика и взаимодействия с ними пользователей. Рейтинг рассчитывается с учётом собранных наборов данных и ежемесячно пополняется новой информацией. Система рейтинга охватывает 210 категорий сайтов и приложений в 190 странах и была разработана для оценки их популярности и потенциала роста.
Компания ранжирует сайты на основе данных о трафике и взаимодействии, а приложения в App Store и магазине Google Play — на основе количества установок и информации об активных пользователях.
Ещё в 2013 году Similarweb называли «будущим убийцей» Alexa Internet. В 2022 году Алекса закрылась, а Similarweb быстро занял лидирующие позиции в сфере аналитики веб-сайтов.